# Степное (Воронежская область)
Степно́е — посёлок в Ольховатском районе, Воронежской области, входит в состав Степнянского сельского поселения.

## География
Посёлок расположен в западной части Степнянского поселения, Ольховатского района, на границе с Белгородской областью. С северо-востока к поселку примыкает лесной массив Козкин лес. Застройки поселка окаймляет с юга пруд.

## История
Посёлок основан в начале XX века.

## Население
| 2010 |
| ---- |
| 21   |